# Nagrada Bili smo prvi kad je trebalo
Nagrada Bili smo prvi kad je trebalo jest književno-publicistička nagrada za najbolju knjigu iz Domovinskog rata.
Dodjeljuje ju, na poticaj novinara i publicista Mladena Pavkovića, Udruga branitelja, invalida i udovica Domovinskog rata (UBIUDR) Podravke, a od 2014. godine nagradu dodjeljuje Udruga hrvatskih branitelja Domovinskog rata 91. (UHBDR91.) u suradnji s drugim udrugama proizašlim iz Domovinskog rata.

## Povijest
Razlog pokretanja ove nagrade je taj što je u to vrijeme književnost o Domovinskom ratu bila na rubu pozornosti. Medijska zainteresiranost bila je niska, kao i interes povjerenstava za otkupom takvih knjiga. Kao i slični slučajevi kod malih sredina, koje su bile svjesne svojih i svih ostalih hrvatskih žrtava u velikosrpskoj agresiji na Hrvatsku. Tako je i Udruga branitelja, invalida i udovica Domovinskog rata djelatnika Podravke iz Koprivnice organizirala ovu nagradu. Od 2014. godine natječaj organizira Udruga hrvatskih branitelja Domovinskog rata 91. (UHBDR91.).

## Uvjeti
Nagrada se dodjeljuje svake godine. 
Uvjet da se autori mogu natjecati je taj da su iz Hrvatske, BiH, Slovenije i drugih država, a vrste književnih ili publicističkih djela koje se nagrađuje su zbirka pjesama, roman, novela, putopis, zbirka pripovjedaka, knjiga ratnih fotografija i slično.
Autor(i) najbolje knjige dobivaju prigodnu plaketu, a nagrada se svečano uručuje početkom listopada ili studenoga u Zagrebu, ali i u drugim gradovima.

## Prosudbeni sud
Od poznatih osoba su u Prosudbenom sudu bile: Marija Peakić-Mikuljan, Mladen Pavković, Josip Pečarić, Josip Nakić-Alfirević, Zdravko Tomac, Ljubo Ćesić Rojs, Božica Prkos, Zvonimir Šeparović, Hrvoje Šošić, dr. Vesna Bosanac, Josip Palada...

## Dobitnici
- 2000.: Miljenko Miljković, za knjigu Vukovarski deveti krug
- 2001.: Branka Primorac, za knjigu Perišin : život i smrt i

Nenad Ivanković, za knjigu Ratnik, pustolov i general
- 2002.: Janko Bobetko, za knjigu Sava je ipak potekla prema Zagrebu
- 2003.: Miroslav Međimorec, za knjigu Piše Sunja Vukovaru : istinite priče iz Domovinskog rata
- 2004.: Davor Domazet-Lošo, za knjigu Hrvatska i veliko ratište
- 2005.: Ante Beljo i Hrvatski dokumentacijski centar, za cjelokupnu nakladničku djelatnost i

Hrvoje Šošić, za knjigu Istine o dr. Franji Tuđmanu (I-III)
- 2006.: Miroslav Tuđman, za knjigu Vrijeme krivokletnika
- 2007.: skupina autora (uredila Marija Slišković), za knjigu Snaga ljubavi - činiti dobro : žene u Domovinskom ratu
- 2008.: Stipo Pole, za knjigu "Jake snage MUP-a" - policija u obrani Vukovara 1991.
- 2009.: Gordana Turić, za knjigu U viteza krunica : Zagreb u hrvatskom obrambenom i osloboditeljskom domovinskom ratu (I-V)[1]

Ocjenjivalo se četrnaest naslova. Osim nagrađene, prosudbeni sud je osobito pohvalio knjige Tomislava M. Bilosnića Listopad, Zorana Žmirića Blockbuster, A. N. Tadića Šutre Ratnik i pjesnik, Tihomira Kavaina Krvave borbe hrvatskih gardista i Mirka Adžage Vatrene ulice.
- 2010.: Vladimir Mičetić, za knjigu Ranjeni pejzaž[2]

Ocjenjivalo se sedamnaest naslova. Osim nagrađene, prosudbeni sud je osobito pohvalio i knjige Nevenke Nekić Burik i Nenada Marinca I nebo je plakalo za tobom.
- 2011.: Milan Vuković, Haaški sud - "Zajednički zločinački pothvat" : što je to?[4]
- 2012.: Julienne Eden Bušić, za romansiranu biografiju Živa glava[4]
- 2013.: Bože Vukušić, za cjelokupni publicistički rad[5]
- 2014.: Andrija Hebrang, za knjigu Zločini nad civilima u srpsko-crnogorskoj agresiji na Republiku Hrvatsku
- 2015.: Davor Domazet-Lošo, za knjigu Admiralovi zapisi : o pobjedi i ljubavi
- 2016.: Andrija Hebrang, za knjigu Hrvatski sanitet tijekom srpsko-crnogorske agresije na Republiku Hrvatsku 1990. – 1995.
- 2017.: Josip Jurčević, za knjigu Heroji hrvatskoga Domovinskog rata: svjedočanstva
- 2018.: Miljenko Brekalo, za knjigu Slatinska kronika Domovinskoga rata[6]
- 2019.: Ante Nazor i Tomislav Pušek, za knjigu Domovinski rat : pregled političke i diplomatske povijesti
- 2020.: Josip Palada, za zbirku priča Tko je palio moje knjige i

Michael Palaich, za knjigu Za Hrvatsku moje bake
- 2021.: Vlado Košić i Ivan Tolj, za knjigu Junačka i sveta Hrvatska[8]
- 2022.: Rahim Ademi: Samo istina[9]
- 2023.: Mate Rupić i Stevo Culej, za knjigu Sjeme zla[10]
- 2024.: Željko Drinjak i Tomislav Galović, za knjigu Kvarnerski otoci u Domovinskom ratu[11]